# Stacked
Stacked är en komediserie i USA från 2005 med Pamela Anderson i huvudrollen som blondinen som får jobb i en bokaffär. Serien visades för svenska tittare på TV3.